# Éléphant mouillé
 (août 2014).
Si vous disposez d'ouvrages ou d'articles de référence ou si vous connaissez des sites web de qualité traitant du thème abordé ici, merci de compléter l'article en donnant les références utiles à sa vérifiabilité et en les liant à la section « Notes et références ».
 (février 2024).
Éléphant Mouillé, de son vrai nom Pierre Zinko, est un comédien béninois  né en 1969 à Bohicon, au Bénin. Acteur reconnu dans le paysage artistique béninois, il est membre de la compagnie de théâtre et de cinéma Sèmako Wobaho, avec laquelle il contribue au développement et à la promotion des arts de la scène et du cinéma dans son pays.
Son pseudonyme, Éléphant Mouillé, est devenu emblématique, témoignant de son talent et de sa capacité à captiver le public à travers des interprétations marquantes.

## Biographie
Né en 1969 à Bohicon au Bénin, Éléphant mouillé débute comme mécanicien moto à l'âge de 12 ans. Ses prestations artistiques se résumaient à l'époque à des animations théâtrales.
Il obtient son diplôme de fin d'apprentissage en mécanique en 1986. Une fois diplômé, une autre vie commence pour le jeune artiste. Éléphant mouillé se rend à Cotonou avec pour objectif d'installer son atelier. Mais avec le temps, toujours à la recherche de sa satisfaction, Éléphant mouillé se lance dans les projets artistiques à Cotonou.
En 1996, il rencontre Simplice Béhanzin, alias Pipi Wobaho, fondateur de la compagnie théâtrale Sèmako Wobaho. Les deux comédiens collaborent à de nombreuses reprises sur la scène béninoise. En 2010 avec la compagnie Sèmako Wobaho, ils obtiennent le disque d'or à la 4e édition du festival « Africa Fête » grâce à leur compagnie théâtrale Sèmako Wobaho dans la catégorie téléfilm. L'union des deux artistes et de la compagnie débouche sur plusieurs réalisations jusqu'en 2012, surtout avec la sortie en 2008 de « Si c'était toi ? », une série issue d'une collaboration avec plusieurs d'autres comédiens béninois. Une autre œuvre de la compagnie voit le jour en 2012 : Apprenti capricieux, où Eléphant mouillé joue le rôle d'un apprenti mettant les bâtons dans les roues de son patron (Pipi Wobaho).
Avec le temps, en 2013, les rumeurs ont commencé à naître au Bénin faisant mention de tensions entre les deux acteurs de la compagnie Sèmako Wobaho,.

## Filmographie
- 2007-2008 : Série : Si c'était toi ? 1re à 10e parties : 1re saison
- 2008 : Papa vicieux
- 2008 : Tentation de la foi
- 2008 : Clin d'œil noir
- 2009 : La Femme adultère
- 2009 : Débat glossomodo
- 2009 : Baba chaud
- 2009 : La Loi coffret
- 2009 : Émotion du dingue
- 2010 : La Colère du pêcheur
- 2010 : Scandale au foyer 1re, 2e partie, 3e partie et 4e partie, saison 1
- 2010 : Visiteur encombrant
- 2011 : Ah les hommes 2 !
- 2011 : Scandale au foyer 1re partie, saison 2
- 2011 : Pépé JP
- 2012 : Apprenti capricieux